# 감정 전염

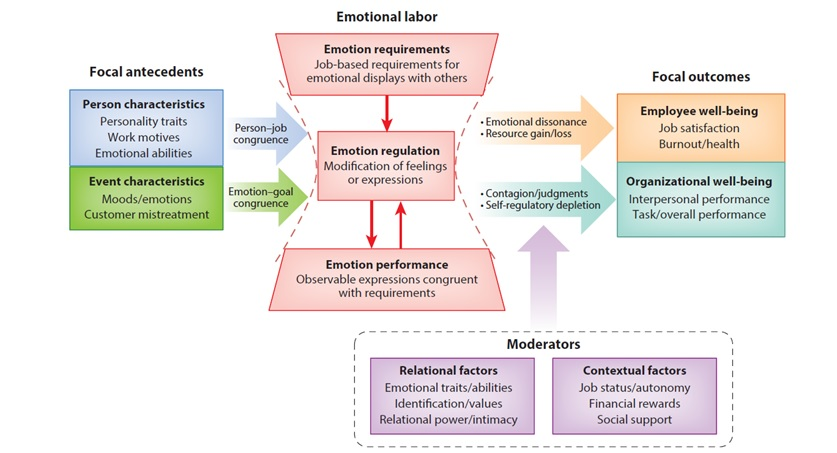

감정 전염(感情傳染, 영어: emotional contagion) 또는 정서 전염(情緖傳染)이란 다른 사람의 얼굴 표정, 말투, 목소리, 자세 등을 자동적이고 무의식적으로 모방하고 자신과 일치시키면서 감정적으로 동화되는 경향으로 사회적 전염의 일종이다. '감성지능(Emotional Intelligence)'의 저자인 다니엘 골맨(Daniel Goleman)은 '인간은 자신의 감정적인 상태를 다른 사람과 나누고자하는 본성을 지니고 있다.'며 감정의 전염에 대해 언급한 바 있다. 특히나 '같은 사회적 환경에 속해있고 친밀한 관계에 놓여있을 때' 빈번히 발생하며, 서로를 모방하는 것은 사람의 자연스러운 성향 중 하나이다. 일반적으로 음성패턴, 작은 버릇 등을 모방하지만 감정의 전이 또한 발생할 수 있다. 감정은 모두 암묵적 또는 명시적으로 개인의 여러 방법을 통해 공유된다. 감정의 다양한 측면을 처리할 수 있는 뇌는 수신 감정 정보를 통합하기 때문에 각 감정적 구성요소에 작용하고, 이는 다른 사람에 의해 동작 될 수 있기 때문이다. 감정전염은 의식 추론, 분석, 그리고 상상력의 모든 현상에 기여한다. 사람 간 감정적 수렴에 대한 성향 또한 감정전염을 통해 나타나는 등 감정전염은 사회적, 정신적, 생리적 행동 현상의 최고 다중 결정 조직으로 개념화 될 수 있다.

## 학자에 따른 정의
- [심리학과 John Cacioppo 교수의 감정전염][2]
 John Cacioppo는 부정적인 감정이 긍정적인 감정보다 전염성이 높다고 주장했다. 그의 연구에 따르면 공포, 슬픔 등의 부정적 감정은 즐거움 등의 긍정적인 감정보다 인간의 생존본능에 직접적으로 연결되어 있기 때문에 감정 표출도 더 크게 나타나고, 주위 사람들도 자신의 생존 위협을 감지하며 부정적 감정에 더 민감하게 반응한다는 것이다.

- [Hatfield, Cacioppo, 그리고 Rapson(1994)의 감정전염]
 Rapson(1994) 등은 감정전염의 과정은 자동적이고 신속하고 빠르게 지나가며 매우 광범위하게 존재해 인지적이고, 연합하기 쉬운 자아 인식 과정이기 때문에 설명되기 어렵다고 주장했다.

- [Sigal Barsade(2002) 교수의 물결효과][2]
 Sigal Barsade 교수는 구성원들의 감정은 '섬처럼 동떨어져 있는 것이 아니다.'라고 주장했다. Barsade에 따르면 구성원들은 '감정 유발자'로서 자신의 감정을 타인에게 끊임없이 퍼뜨리고, 타인의 감정에 영향을 받는다. 특히 그룹으로 일할 때 구성원들의 감정은 바이러스처럼 함께 일하는 동료들에게 전염되는 것을 관찰할 수 있다. Barsade는 이러한 현상을 '물결 효과(Riffle Effect)'라 정의했다. 구성원들의 감정은 호수에 던져진 작은 돌 하나가 잔잔한 파장을 일으키며 널리 퍼지는 현상처럼 조직에 확산되며 그 효과가 터질 수 있다는 것이다.

- [Schoenewolf의 감정전염]
 Scholenewolf는 프로세스가 있는 사람이나 그룹은 감정 상태와 행동 태도의 의식 또는 무의식적인 유발을 통해 다른 사람이나 그룹의 감정, 혹은 태도에 영향을 미친다고 주장했다.[1] Schoenewolf는 '감정전염은 개인 사이의 감정적인 동시성을 조성하기 때문에 개인적인 관계에서 중요하다'는 현상의 넓은 의미로써의 정의를 제안했다.[3]

- [김정식, 김완석(2007)의 감정전염][4]
김정식 등은 한 사람의 감정은 주변에 있는 사람에게 옮아가는 강력한 힘이 있다고 주장했다. 김정식 등에 따르면 감정전염은 대인간 감정의 전이 현상을 설명하는 심리적 개념이다. 일반적으로 인간이 감정을 경험하는 것은 인지적 과정이 감정경험을 유도하는 것으로 볼 수 있는가하면 주변의 다른 사람들이 가지는 정서상태의 영향을 받아 슬퍼지거나 눈물 흘리는 정서적 경험을 하게 되기도 한다고 김정식 등은 주장했다.

- [Doherty(1997)의 감정전염][4]
 감정전염은 유도 자극(eliciting stimuli)이 한 개인으로부터 발생해 개별적인 타인 또는 그 이상의 타인에게 작용하여 유도 자극에 동조적(예: 미소에 미소로 반응하는 행위) 또는 보완적인(예: 위협적 폭발로부터 도피하는 행위) 감정적 반응을 생성해내는, 심리·사회적·인지적·행동적 그리고 사회적 현상이 복합적으로 결정 된 집합이다.

## 감정전염의 진행과정

### 무의식적으로 닮아가기(Mimicking)[2]
인간은 무의식적으로 자신도 모르게 타인의 얼굴표정을 살피고 모방하게 되는 특성을 가지고 있다고 설명한 이론.
- [심리학자 Friedman 교수의 감정 전염 실험]
 서로 알지 못하는 참가자들이 같은 공간에 앉아 2분이라는 짧은 시간 동안 서로의 얼굴을 바라본다. 대화는 전혀 진행되지 않는다. 이 때 참가자들은 다른 사람의 표정이나 자세 등을 반응적으로 모방하며 그 사람과 유사한 표정을 짓게 되고, 이와 동시에 두뇌는 모방된 표정과 일치되는 감정을 느끼게 된다. 즉, 서로의 얼굴을 보고 있는 것만으로도 다른 사람의 감정에 공감하고 그 감정을 공유하는 전염성이 있다는 것이다.

### 나의 감정을 남과 비교해서 표출하기(Social Comparison and Emotion)[2]
인간은 자신이 경험하고 있는 감정을 타인의 감정과 비교하려는 본성으로 인해 발생하는 현상. 사람들은 동일한 상황에 속해있는 타인이 어떤 식으로 감정을 표현하는지를 살피고, 이러한 타인의 감정을 토대로 삼아 자신이 어떤 감정을 느껴야할지를 조절한다는 점을 확인한다.
- [사회적심리학자 Stanley Schatcher 교수의 소속감 실험연구]
 실험 참가자들은 시험의 한 부분으로 자신들이 전기 충격을 받게 될 것이라는 것을 알고 있었다. 이때 실험진은 참가자들에게 실험 대기 상황에 대한 선호도를 평가해 달라고 요구했고, 대부분의 참가자들이 혼자 대기하는 것보다 자신과 비슷한 경험을 할 다른 참가자들과 함께 기다리는 쪽을 선호하는 모습을 보였다. 이에 대해 Schatcher 교수는 긴장된 상황 속 불안감이 고조되고 자신들이 어떻게 느끼고 반응해야 하는지조차 불확실한 상황 속 참가자들은 같은 경험을 하게 될 다른 참가자들의 반응을 관찰하고, 자신이 느끼는 감정이 적합한 것인지 비교해보려는 경향이 있기 때문이라고 설명했다. Schatcher 교수의 소속감 실험연구는 일반적인 사람들의 경우 동일한 상황에 속해있는 타인이 어떤 방식으로 감정을 표현하는지를 살피고, 이러한 타인의 감정을 바탕으로 자신이 어떤 감정을 느껴야 할지 조절한다는 것을 증명한 이론이다.

### 거울 신경 세포 이론[2]
시각의 경험만으로도 자신이 동일한 경험을 하고 있다고 느끼게 되는 이론. 타인의 감정을 공유하고 경험하게 된다는 측면에서 감정전염이론을 뒷받침한다.
- [이탈리아 연구진의 거울 신경 세포 이론(1996)]
 원숭이가 땅콩을 집었을 때 해당 원숭이의 두뇌에서 반응하는 신경 세포가 다른 원숭이나 인간이 땅콩을 집는 것을 보았을 때도 동일하게 반응한다는 것을 발견하며 성립한 이론이다. 이탈리아 연구진은 이때 반응한 신경세포를 다른 동물의 행동을 '거울처럼 반영한다'고 하여 '거울 신경 세포(mirror neuron)라 명명했다. 즉, 자신이 아닌 다른 동물이 행동하는 것을 관찰하는 것만으로도 마치 스스로 행동하는 것처럼 느낀다는 것이다.

- [신경과학자 Marco Iacoboni의 연구 사례]
 캘리포니아의 신경과학자 Marco Iacoboni는 스트레스를 받는 타인을 본 사람은 그 시각의 경험만으로도 거울 신경 세포가 활성화되어 마치 자신이 같은 스트레스 상황에 있는 것처럼 '타인의 감정을 경험'하게 된다는 것을 확인했다. Iacoboni는 해당 연구 사례를 통해 인간이 생물학적으로 타인의 감정을 공감할 수 있는 특성을 갖고 있다고 설명했다.

### Hatfield, Cacioppo 및 Rapson의 원시적 감정전염[5]
감정전염을 '사람과 사람이 마주쳤을 때 정서가 서로에게 전해지는 현상을 설명하는 심리적 개념'이라 체계적 이론화 한 이론. 이들은 정서전염이 일어나는 과정을 두 가지로 나누어 설명했다.
- 첫 번째 과정: 무의식적으로 얼굴표정을 모방함 
 Hess, Blairy, 그리고 Philippot(1994)[2]에 따르면 표정을 무의식적으로 따라하는 행동은 감정을 표현하는 사람이 그의 정서상태가 상대방에게 이해되었음을 의미하는 신호다, 즉 감정표현은 자신의 느낌을 타인에게 전달하는 강력한 비언어적 의사소통 수단으로, 말을 못하는 유아도 얼굴 표정을 통해 자신의 느낌을 타인에게 전달할 수 있으며 양육자로 하여금 자신을 돌보게하는 반응을 유도할 수 있다. 진화심리학적 해석에 의거, 감정의 표현은 인간의 대면적 커뮤니케이션에 꼭 필요한 행동이기 때문에 타인의 감정표현을 흉내내는 것이 정서발달 과정에서 필요한 행동으로 발달한다. 즉 인간이 생존하기 위해 환경에 적응하는데서 나타나는 행동적 산물이라고 볼 수 있다.

- 두 번째 과정: 안면피드백이론
 Tomkins(1962)에 의해 주장된 것으로 안면근육의 움직임이 얼굴 온도의 변화, 얼굴 피부의 분비선 변화를 유발하고 이로 인해 정서를 경험하게 된다는 이론이다.[4] 즉 감정은 안면 행동으로부터의 감각적 피드백에 대한 인식이라고 볼 수 있다는 것이다.ajonc, Murphy, 그리고 Inglehart(1989)[4] 역시 안면 피드백은 감정을 유발하는 일련의 요소들을 활성화하여 부정적인 정서와 관련된 얼굴 움직임은 호흡을 늦추고 뇌의 온도를 높여 부정적인 감정을 유발한다고 주장했다. 반대로, 긍정적인 정서와 관련된 얼굴 움직임은 호흡을 빠르게하고 뇌의 온도를 낮춰 긍정적인 감정을 유발한다. 일반적으로 우리가 정서를 경험하는 것은 우리가 처한 상황에 대한 해석에서 비롯되는 경우가 많다. 그러나 반드시 이런 방식으로 감정을 경험하는 것은 아니다.[5]감정전염은 가까운 사이에서 흔히 관찰되지만 심리치료자와 내담자 사이처럼 모르는 사람 간에도 쉽게 발견된다. 예를 들어 장례식장에 갔을 때 슬픔을 느끼는 것이 '사망자와 관계를 공유하고 있기 때문에 그 사람에 대한 기억의 활성화와 나와의 관계에 대한 해석'이라는 인지적 과정이 정서경험을 유도하는 경우도 있다. (김정식 외 1인, 2007, “이타행동의 유발요인으로서 정서전염: 문화변인의 조절효과”, 한국심리학회, p.56-59) 그러나 인간은 전혀 관계 없는 사람에 대해 슬퍼하는 경우도 있다. 감정전염은 슬픔 뿐만 아니라 우울증, 기쁨 등 다양한 감정에 걸쳐 관찰된다. 특히나 우울증은 밀접한 대인관계를 가진 사람들 사이에서 확산될 수 있으며, 자기존중감이 높은 사람보다 낮은 사람이 감정 전염에 더욱 민감하다.[4]

- [Izard의 얼굴 표정의 말초이론][4] 
Izard(1991)도 정서에서 얼굴 표정의 결정적 역할을 강조한 바 있다. Izard는 인간에게는 열 개의 기본 감정이 있고, 기본 감정에는 생래적으로 타고난 정서적 특성 프로그램이 내제되어 있다고 주장했다. 이 프로그램이 활성화되면 독특한 얼굴 표정이 나타나게 되고, 말초신경계와 내분비계에 변화가 일어나게 되는데, 이에 대한 결과로써 인간은 특정한 정서를 경험하게 된다. Izard는 이를 '얼굴 표정의 말초이론'이라 주장했다.

## 감정전염의 유형
조직 내에서 쉽게 볼 수 있는 감정 전염의 유형은 크게 리더가 일으키는 감정전염과 특정 구성원이 일으키는 감정전염으로 나눌 수 있다.

### 리더의 감정전염[2]
리더는 조직 내 구성원들이 잘 보이고 싶어하는 대상으로 인식되고, 조직 내 권한도 강하다. 따라서 구성원들은 리더의 감정 상태에 특히 민감하게 반응하게 된다. 구성원은 리더의 표정, 말, 행동 하나하나에 주의를 기울이기 때문에 리더의 감정에 민감하게 반응하게 된다.
- [와튼 비지니스 스쿨 Sigal Barsade 교수가 말하는 리더의 감정전염]
 '구성원들은 일반적으로 리더의 감정을 파악하는데 주의를 기울이고, 이에 민감하게 반응하기 때문에 리더는 구성원들의 감정 형성과 팀 분위기 형성에 큰 영향력을 행사하게 된다.'고 주장했다.

- [미시간 대학의 Saavedra 교수 연구진이 말하는 리더의 감정전염] 
리더의 감정이 구성원의 성과에 영향을 미칠 수 있다는 실험결과를 발표한 바 있다. 연구진은 가상의 프로젝트 팀을 만들고 팀의 리더가 긍정적 또는 부정적인 감정을 느끼도록 조작한 후 팀원들과 함께 과제를 수행하는 실험을 진행했다. 긍정적인 감정 상태의 리더와 함께 일한 팀의 구성원들은 리더와 마찬가지로 긍정적인 감정을 경험했고, 팀 내 긍정적인 분위기가 형성됐다. 긍정적인 감정 상태의 리더와 함께 일한 팀의 구성원들은 서로 돕는 행동을 많이 했다. 결론적으로 긍정적인 감정 상태의 리더와 일한 팀이 그렇지 않은 팀에 비해 더 협력이 잘 되는 모습을 보였다. 리더는 성과의 압박 등 스트레스가 높아 부정적인 감정에 쉽게 노출되는 경우가 많다는 것이다. 예컨데 패스트 컴퍼니의 칼럼니스트인 Ann Kreamer의 설문조사(2010)에 의하면 '최근 1년간 상사가 불 같이 화를 내는 것을 본 적이 있는가'라는 질문에 구성원들의 60%가 그렇다고 대답했다. 리더는 부정적인 감정을 경험하기 쉽고 이런 감정을 표현할 수 있는 위치에 있기 때문에 리더로 인한 감정 전염은 눈에 잘 띄고 직접적이라는 특성을 갖고 있다. 예컨데 불같이 화를 내거나 위협적인 어조로 업무를 지시함으로써 구성원들에게 강하게 부정적인 감정을 표현하는 것이다. 이 때 리더의 감정전염 정도는 매우 높아 순식간에 조직원들에게 전염되기 쉽다. 리더는 자신의 감정이 전염성이 높다는 것을 인식하고 관리할 필요가 있다. 리더가 부정적인 감정을 갖지 않으려고 노력하거나 감정을 억제하라는 것은 아니다. 감정을 억제하면 스트레스가 증가하고, 불안, 분노 등의 부정적인 감정이 잘못된 방식으로 표출될 수 있다. 단, 리더가 자신의 감정이 구성원 및 전체 팀으로 쉽게 전염된다는 것을 인식하고 효과적인 감정 관리 방안을 고민해 보는 것은 팀 또는 조직 내 건강한 소통과 긍정적인 분위기 구축에 도움을 준다는 점은 인식할 필요가 있다.

- [뉴잉글랜드 의료기관 그리핀 병원 사례][6]
 병원 이사회가 직원들로부터 인기가 높았던 패트릭 카멜 경영담당 부사장에게 사임을 강요했다. 그는 대부분의 직원들로부터 '병원에서 가장 혁신적이고, 유능한 경영자이자 긍정적인 에너지를 만들어내며 병원의 밝은 미래를 책임지고 이루어낼 인물'로 여겨지고 있었다. 그런 그가 사임하게 되며 병원은 갈등과 험담, 흠잡기 등 적대적 감정들이 팽배해졌고 조직은 혼란에 빠졌다. 최고 경영진에 대한 조직 구성원들의 신뢰도는 바닥을 쳤다. 일단의 조직구성원들은 이사진에게 현 사장 겸 CEO를 퇴진시키고 카멜을 최고경영자로 임명할 것을 공식적으로 요청했다. 결과적으로 현 사장 겸 CEO는 퇴진했고, 카멜이 후임자로 선임됐다. 카멜의 복귀로부터 6개월이 지난 후에도 병원의 재정적 상황은 계속 악화되었고, 인력 감축안은 불가피해졌다. 인력감축의 경우 일반적으로 조직구성원들의 충성도와 사기가 저하되며 조직구성원들은 불공정함을 호소하게 되고, 책임전가, 냉소, 분노 등의 부정적 효과들이 증대된다. 그러나 카멜의 조직의 경우는 달랐다. 카멜은 조직 내 긍정적 조직풍토 조성을 강조했고, 모든 조직 구성원에게 용서와 긍정적 전망, 신뢰, 언행일치 등의 행동을 보이며 '직원들 역시 그런 행동을 보일 것으로 기대한다.' 고 밝혔다. 그 결과 조직 곳곳에서 서로 따뜻한 마음을 나누고, 친절을 베풀며, 미덕을 보이는 행위가 거의 매일 같이 발생했다. 구성원들은 카멜 사장에 의해 확립 된 병원 내의 긍정적 조직 분위기가 어려움을 극복하고 더 나아가 번영을 이뤄낸 주된 요인이 되었다 증언했다.

- [다니엘 골먼의 62명의 CEO와 그들의 경영진 연구][7]
 연구 대상에 포함된 CEO들의 면면을 보면 「포츈(Fortune)」이 선정한 500대 기업에 드는 회사의 대표도 있고, 미국에서 가장 잘 나가는 컨설팅 회사와 비영리 단체, 정부기관 등의 수장들도 있었다. 연구를 통해 이들 CEO와 경영진들이 얼마나 열정적이며 추진력 있느지를 평가하는 것과 더불어 경영진들에게 그들이 얼마나 심한 갈등과 문제-개성 충돌이나 의견 충돌 등-를 겪었는지에 대한 설문조사도 함께 진행했다. 연구 결과에 따르면 최고 경영진에 속한 사람들 사이의 전체적인 분위기가 긍정적일수록 일을 하는데 있어 서로 협조가 잘 이루어지며 그 결과 회사의 경영 실적도 좋아지는 것으로 나타났다.

- [메릴랜드 대학 벤저민 슈나이더 교수의 연구][8]
 슈나이더는 은행 지점, 보험회사 지방 사무소, 신용카드 콜 센터, 병원 등에서 직원들이 서비스를 행하는 분위기가 고객 만족의 정도를 좌우하며 이는 곧바로 사업 수익으로 연결된다는 사실을 밝혀냈다. 슈나이더는 보험회사의 리더들이 감성적인 부분에 주의를 기울이며 리더십을 제대로 발휘하면 직원들의 보험 재계약 성사율이 높음을 밝혀낸 바 있다. 리더가 활기에 넘치고 확신에 차 있을 때, 그의 기분이 다른 모든 직원들에게도 영향을 미쳤기 때문이다.

### 구성원의 감정전염[2]
감정전염은 리더뿐만 아니라 구성원들간에도 일어난다. 구성원의 부정적인 감정은 잔잔한 물결처럼 널리 퍼지며 확산된다.
- [Barsade 교수의 실험]
 Barsade 교수는 한 실험을 통해 팀원 한 명이 일으키는 감정의 전염에 대해 설명했다. 그녀의 연구진은 실험 참가자들을 팀별로 나누어 연말 보너스에 대한 토론을 시키고 관찰했다. 참가자들의 역할은 직원들을 위해 보너스를 더 많이 받을 수 있도록 협상하는 것이었다. 이 때 훈련된 배우를 팀원 중 한 명으로 비밀리에 합류시켰다. 해당 배우는 한 팀에서는 긍정적인 감정을 표출하며 즐거운 분위기를 조성했고, 다른 팀에서는 부정적인 감정만을 표출해 우울한 분위기를 조성했다. 긍정적인 분위기가 형성됐던 집단은 타 집단에 비해 협상을 하는 가운데 갈등도 적었고 서로 협력도 원활하게 일어났다. 놀라운 것은 대부분의 참가자들이 이 배우의 영향을 인식하지 못했다는 것이다. 즉, 참가자들은 팀원 중 한 명의 감정 표출로 인한 감정의 전염효과를 전혀 인식하지 못했다. 구성원의 감정전염의 '한 사람의 부정적인 감정이 점차 확산되어가는 현상'은 물결효과(Ripple Effect)로도 비유된다. 일반적으로 팀원은 조직 내에서 리더에 비해 감정 표현의 수위가 낮고 눈에 잘 드러나지 않을 수 있기 때문에 감정의 전염을 감지하기 쉽지 않다. 그러나 그들의 작은 부정적인 감정 표현은 잔잔한 물결처럼 널리 퍼지며 확산된다. 예를 들어 '하기 싫어', '대충하자', '안 될 것 같아' 등의 말을 자주 한다든지 항상 짜증을 낸다든지하는 무기력을 표출하는 구성원은 알게 모르게 주변 동료 및 그가 속한 팀 전체에 서서히 무기력증을 유발하거나 팀의 도전정신을 저하시킬 수 있다. 구성원들이 감정전염 현상을 인식하고 이해함으로써 자신이 감정의 피해자인지 가해자인지 파악하고 이에 맞는 대응을 할 수 있도록 하는 것이 중요하다. 구성원 스스로 자신이 느끼는 부정적인 감정의 잘못된 표출로 인해 동료들이 영향을 받고 있지 않은지 한번 생각해보는 것은 팀워크를 향상시키고, 더 나아가 성과에도 영향을 미칠 수 있는 요인이 된다.

- [세필드 대학교의 심리학 교수 피터 토터델의 전염성 있는 감정의 연구][9]
 피터 토터델은 처음에는 간호사와 경찰관 같은 교대 근무자의 일주일을 연구하면서 근무 시간 중에 심리 상태가 어떻게 변화하는지 살펴보았다. 그러던 어느 날 근무자들의 기분이 서로 비슷한 주기로 변화하여 마치 한 사람처럼 감정 기복이 일어나는 양상을 발견했다. 토터델은 회계사와 경비원, 교사, 생산 라인 근로자, 고객 서비스 직원과 크리켓 프로 선수에게서도 똑같은 양상을 관찰했다. 토터델은 크리켓의 경우 경기방식이 난해하고 경기 결과를 위해서는 유난히 긴 시간을 기다려야하기 때문에 익숙치 않은 자에게는 짜증을 유발할 수 있는 스포츠라는 점에서 '동료 관계의 기복을 측정하기 위한 적절한 환경'이 될 수 있다고 보았다.토터델은 잉글리시 카운티 선수권 대회에서 맞붙은 두 프로팀 선수들에게 협조를 요청했고, 선수들에게 포켓 컴퓨터를 나눠준 뒤 경기 도중 여러 시점에서의 기분과 느낌을 기록해달라고 부탁했다. 그 결과, 앞서 간호사와 경찰관이 그랬듯 어느 한 시점에서 각 선수의 행복감은 경기가 팀에 유리하게 돌아가는지 여부와 상관없이 같은 팀 동료들의 행복감과 강력하게 연결되어 있었다.

### 소비자의 감정전염[10]
감정은 직장에서 중요한 역할을 하고, 노동자들의 감정에 대한 연구에 관심이 쏠리고 있다. 소비자들은 또한 조직에서 중요한 구성원이지만 그들의 감정에 대해서는 알려진 바가 적다. 소비자의 감정이 중요한 이유는 소비자들이 의사확인, 교환, 부정적인 단어선택, 제3자로써의 불만 및 불평 그리고 기업에 대한 충성심을 느끼는 방법이 제품이나 서비스에 영향을 미치기 때문이다. 긍정적 감정 경험으로 정의된 소비자의 기쁨은 소비자의 구매 욕구에서 중요하게 여겨진다. 소비자들은 불만족했을 시 매장을 나갔을 때 '다른 곳에서 제품을 선택할걸' 등 기업에 대한 부정적인 생각을 할 수 있다.
- [메릴랜드 대학 벤저민 슈나이더 교수의 연구][8] 일선에서 근무하는 사람들의 발랄한 정서는 사업에 도움이 된다. 담당 직원과의 관계가 즐겁고 편안하면 고객들은 그곳을 쇼핑하기에 좋은 장소라고 여기게 되고, 이러한 생각이 '단골손님 유치'나 '선전 효과'로 이어지게 된다. 미국의 한 유통센터의 32개 매장을 조사한 바에 의하면 적극적인 직원들이 있는 매장의 판매실적이 가장 높았다.

## 감정전염 상관관계

### 감정전염과 직무탈진·직무열의[11]
- 연구목적

해당 연구는 감정노동 장면에서 개인적 감정특성과 감정지능과는 별도로 상호적 감정특성인 '감정이입'이 종업원이 경험하는 직무탈진과 직무 열의에 대해 추가적인 설명력을 보여줄 것으로 가정하고 서비스직 종사자들의 감정이입이 이들의 직무탈진과 직무 열의에 어떠한 영향을 알아보기 위해 작성됐다. 특히 최근 서비스 산업이 크게 발달하며 종업원의 정서노동은 현대 산업현장의 핵심이슈로 주목받았다.
- 연구 내 정의

해당 연구에서 정의하는 '감정노동'이란 자신이 가지고 있는 실제 감정과는 상관없이 직무에서 기대되는 규정된 감정을 표현하는 것을 말한다.
Hochschild(1983)는 감정노동을 '개인의 실제 감정을 통제하려는 노력과 조직 내 업무수행에 적합한 감정을 표현하려는 노력'이라고 정의했다.
- 연구내용

서비스직 종사자는 고객과의 상호작용을 통해 다양한 감정을 느끼고 때로는 자신의 감정을 적당하게 조절하여 상황에 맞게 표현하고 행동한다. 그러므로 종업원의 감정관리는 소비자서비스 산업의 핵심역할이며 종업원에게 필요한 역량이다. 이 연구에서는 감정노동이 일어나는 두 가지 전략(표면행위, 내면행위)을 제시하였다.
- 첫 번째 전략: 표면 행위

표면 행위는 겉으로 드러나는 감정에 초점을 맞춘 행동으로서 종업원이 실제로는 경험하고 있지 않은 감정을 마치 경험하고 있는 것처럼 보이기 위해 언어적 단서와 비언어적 단서를 주의 깊게 조절하여 자신의 실제 감정과 일치하지 않는 감정을 표현하는 것이다. 표면 행위전략을 사용하는 종업원은 조직의 감정표현규칙에 순응하고는 있지만, 진실한 마음으로 고객과 상호작용을 하지는 않는다.
- 두 번째 전략: 내면 행위

내면 행위는 자신이 표현한 감정을 실제 자신의 감정으로 받아들이려고 적극적으로 노력하는 행위를 말한다. 이는 적절한 감정을 표현하기 위해 표면적인 외관보다도 오히려 자신의 느낌을 의식적으로 변화시키려고 노력하는 과정을 말한다. 내면 행위전략을 실천하는 서비스업 종사자는 자신이 표현해야 하는 정서 상태를 실제로 경험하려고 시도하고 상황에 대한 자신들의 인식 변화를 통해 자신들이 느끼는 방법을 조절함으로써 자신에게 기대되는 감정을 표현한다. Kruml과 Geddes는 이런 내면 행위를 '감정적 노력'이라고 정의했다.
- 감정이입의 구성요소로서의 감정전염과 공감 배려

감정이입을 다차원적으로 분석하여 구성요소를 구분해볼 때, 감정전염과 공감 배려는 변인으로써 가장 광범위하게 논의되어왔다.
- 첫 번째 변인: 감정전염

감정전염은 타인의 표정, 발성, 자세와 움직임을 자동으로 따라 하고 일치시키면서, 결과적으로 타인의 감정과 자신의 감정을 수렴하려는 성향이다. 즉, 감정 전염성이 높은 사람은 타인들이 표현하는 감정들과 일치하는 감정들을 실제로 경험함으로써 타인의 경험에 감정적으로 반응하는 것이다. Hess, Phillppot 및 Blaity는 감정전염을 타인과 감정을 공유하는 과정에서 인지적 해석과정이 개입되지 않는 보다 순수한 정서 전이과정으로 보았다. 이처럼 감정전염은 순수한 감정 전이과정이기 때문에 타인의 감정을 쉽게 공유함과 동시에 더욱 쉽게 흥분하는 성향 또한 가진다.
- 두 번째 변인: 공감 배려

공감 배려는 도움이 필요한 타인에게 호의와 동정심을 갖게 하는 성향이다. 공감 배려가 높은 사람이 반드시 타인이 표현하는 감정과 동일한 정서를 경험하지는 않지만, 타인의 평온함을 존중하고 배려하는 감정반응을 일으킨다. 공감 배려는 다른 감정적 특성과는 다르게 높은 질의 관계적 특성을 보이고 있다. 그러므로 공감 배려는 타인에 대한 긍정적인 관심 또는 일시적으로 끝나지 않고 장기적으로 지속되는 배려를 수반하고 고객과의 효율적인 의사소통을 할 수 있도록 돕는다. 이러한 타인과의 상호작용 과정에서 감정전염과 공감 배려는 서비스직 종업원들의 감정에도 영향을 미친다.
- 연구 결과

1. 감정전염은 직무탈진과 정비례를 보이고, 직무 열의와는 반비례를 보인다. 그러나 공감 배려의 경우 직무탈진과는 반비례, 직무 열의와는 정비례를 보인다. 즉 감정전염과 공감 배려는 서로 상이한 방향으로 정서노동 및 결과에 영향을 미친다.
2. 직무탈진에 대한 표면 행동과 감정전염의 주효과는 유의한 것으로 나타났으나 이들의 상호작용 효과는 통계적으로 유의하지 않게 나타났다.
3. 감정지능이 통제된 후, 감정전염은 직무탈진을 증가시키는 방면 공감 배려는 직무탈진을 감소시켰다. 감정전염과 공감 배려의 상호작용도 유의미하게 나왔는데, 이는 공감 배려가 직무탈진에 미치는 감정전염의 부정적 영향을 소거시킬 수 있음을 보여준다.

- 결론

1. 감정전염의 수준과 상관없이 표면 행동이 높을수록 직무탈진은 증가한다. 즉, 표면 행동과 감정전염은 서로 관련성이 없다.
2. 감정노동 장면에서 공감 배려가 높은 노동자는 내면 행동을 증가시켜 결과적으로 직무 열의를 높게 경험하고 있다.
3. 공감 배려는 감정전염이 직무탈진에 미치는 영향을 감소시키고 있었다. 감정전염과 공감 배려는 상호 관련 혹은 상호배타적이지 않은 독립적인 구성개념이다.

- 조직 차원의 실제적 시사점

1. 감정노동자를 선발하고 배치할 때 부정적 감정표현이 빈번히 발생하는 고객 불만(만족) 센터나 콜센터 등의 경우 고객으로부터 감정노동자로의 감정전염 현상이 자주 나타날 수 있는데, 이때 감정 전염성이 높은 종업원일수록 직무탈진에 취약해질 수 있다. 그러므로 서비스직 종사자, 특히 감정노동자의 선발 혹은 배치에는 종업원의 감정 전염성 및 공감 배려가 중요한 판단의 기준이 될 수 있다.
2. 감정노동자를 교육과 훈련을 통해 감정노동자의 공감 배려 능력을 향상시킬 수 있다면 감정노동자의 내면 행동 유발을 통한 직무 열의 향상 및 감정전염의 영향 상쇄를 통한 직무탈진 예방에도 도움을 줄 수 있을 것으로 예상한다.

### 감정전염과 페이스북[12]
- 진화의 역사에서 인간은 줄곧 이런 종류의 전염성 있는 생각에 취약했지만, 오늘날에는 점점 더 심하게 휘둘린다. 트위터와 페이스북, 유튜브 같은 소셜네트워크서비스(SNS)를 통해 진실 여부와 상관없이 정보와 감정이 빠르게 확산될 수 있기 때문이기도 하고, 또 어느 정도는 세계에 대한 이해를 왜곡하는 생생하고 감정적인 영상에 그 어느 때보다 많이 노출되기 때문이다.[13] 최근 이용자 수가 증가하고 있는 SNS는 매슬로우가 제시했던 '연결됨'과 '소속됨'을 지향하는 욕구를 매우 효율적이며 즉시적으로 충족시켜주는 수단이다. 사용자들은 자신이 승인한 친구들과 24시간 연결돼 있고, 물리적인 거리와 시간의 격차가 그 연결을 제한하지 않는다. SNS 이용자는 게시물 업로드를 통해 자신이 현재 어디에, 누구와, 무엇을 하고 있는가를 다수의 친구들에게 공개한다. 필요할 경우 사진과 동영상 첨부를 통해 감각적 모드를 확장하고 사실성을 증대시킨다. SNS는 기존의 매체들보다 높은 개인적 관련성(personal relevance)을 지닌다. 예를 들어, 잡지는 거의 대부분이 나와 친분이 없는 남들의 이야기인데 반해 SNS, 특히 페이스북의 뉴스피드는 나와 친분이 있고 내가 관심이 있어 '친구' 관계를 맺은 이들의 이야기로 채워진다. '관여도'는 매시지 수용도에 큰 영향을 미친다고 다수의 선행연구들에 의해 반복적으로 검증된 바 있다. 페이스북의 뉴스피드는 콘텐츠에 대한 사용자의 높은 개인적 관련성으로 인해 관여도가 상당 수준 보장된 것이라, 단순히 '주제 차원'으로 관여하는 TV, 라디오, 잡지 등에 비해 메시지 수용도가 높을 것으로 예측된다. 감정전염은 이러한 SNS의 역기능 중 하나로 논의된다. 즉, 표정이나 목소리 등을 통해 한 개인의 우울한 감정이 주변 사람들에게 전염되기도 하는 것처럼, 페이스북 등의 SNS를 통해서도 부정적 감정의 전염이 일어날 수 있다는 주장이 제기된 것이다.

- [페이스북 데이터 분석가 Adam D. I. Kramer의 분석]
Kramer는 페이스북의 뉴스피드에 올라오는 글의 내용이 사용자의 감정에 영향을 미침을 확인했다고 주장했다. 어느 사용자가 상태 업데이트에 '행복하다', '우울하다', '아프다'라는 표현을 했을 때, 이후 며칠간 해당 사용자의 친구들이 올리는 게시물에도 유사한 감정 단어들이 발견된 바 있다.

## 같이 보기
- 사회적 전염
- 자폐
- 분리 (심리학)
- 집단사고
- 집단 심인성 질환
- 동조 압력